# Cầu Rồng
Cầu Rồng là cây cầu thứ 6 và là cây cầu mới nhất bắc qua sông Hàn. Vì cây cầu có hình dáng giống một con rồng nên được gọi là Cầu Rồng
Cầu Rồng dài 666 m và rộng 37,5 m với 6 làn xe chạy. Cầu được khởi công xây dựng vào ngày 19/7/2009 và chính thức thông xe ngày 29 tháng 3 năm 2013, kinh phí xây cầu gần 1,5 nghìn tỷ đồng (US$88m). Cầu được thiết kế bởi Ammann & Whitney Consulting Engineers với tập đoàn Louis Berger. Việc xây dựng được thực hiện bởi Tổng công ty xây dựng công trình giao thông 1.
Cây cầu hiện đại này bắc qua sông Hàn tại bùng binh (cũ) Lê Đình Dương/Bạch Đằng, tạo con đường ngắn nhất từ sân bay quốc tế Đà Nẵng tới các đường chính trong thành phố Đà Nẵng, và một tuyến đường trực tiếp đến bãi biển Mỹ Khê và bãi biển Non Nước ở rìa phía đông của thành phố. Cầu được thiết kế và xây dựng với hình dạng của một con rồng có khả năng phun lửa và phun nước. Hiện tại, thời gian phun lửa và phun nước bắt đầu vào lúc 21 giờ các ngày thứ sáu, thứ bảy, Chủ nhật hàng tuần và các ngày lễ lớn.

## Xây dựng
Cuối năm 2005, UBND thành phố Đà Nẵng tổ chức cuộc thi thiết kế kiến trúc cầu Rồng với sự tham gia của 8 đơn vị tư vấn thiết kế (gồm 4 công ty Việt Nam, 2 công ty Nhật Bản, 1 công ty Đức và 1 công ty Mỹ). Các công ty này đã trình bày 17 phương án thiết kế.
Tháng 10 năm 2007, phương án thiết kế cầu Rồng của liên danh The Louis Berger và Ammann & Whitney (Mỹ) được chọn. Ngày 17 tháng 12 năm 2008, UBND thành phố Đà Nẵng phê duyệt dự án
Ngày 19 tháng 7 năm 2009 cầu được khởi công tại bờ đông sông Hàn (cùng ngày với lễ khánh thành cầu Thuận Phước gần đó). Đến dự buổi lễ khánh thành có thủ tướng Nguyễn Tấn Dũng và nhiều quan chức chính phủ cấp cao. Cầu được hoàn thành vào năm 2013.
Nhịp chính được hoàn thành vào ngày 26 tháng 10 năm 2012. Cây cầu được chính thức thông xe, đưa vào sử dụng ngày 29 tháng 3 năm 2013, nhân kỷ niệm lần thứ 38 ngày giải phóng thành phố Đà Nẵng.

## Thông số
Cầu có tổng đầu tư lên tới 1.498 tỷ 684 triệu đồng (khoảng 80 triệu USD)
- Tổng chiều dài cầu: 666,565  m
- Nhịp chính dài: 200 m
- Hai nhịp bên mỗi nhịp dài: 128 m
- Phần nhịp đuôi dài: 64,15 m
- Nhịp đầu rồng dài: 72 m
- Chiều rộng cầu: 37,5 m
- Số làn xe: 6
- Chiều rộng xe chạy: 24,5 m
- Lề bộ hành: 5 m
- Dải phân cách: 6 m
- Độ tĩnh không thông thuyền: 7 m
- Quy mô xây dựng: Vĩnh cửu

## Khả năng phun lửa và phun nước

### Phun lửa
Theo thiết kế, con rồng trên cầu có thể phun lửa trong hai phút và kế tiếp là 3 phút phun nước khiến cầu đã trở thành một điểm nhấn ấn tượng, độc đáo và hấp dẫn ở thành phố Đà Nẵng.
Theo yêu cầu của lãnh đạo TP Đà Nẵng về việc phun lửa:
| “ | phải phun ngắt đoạn, tạo thành từng quầng lửa với đường kính từ 2-3 mét và đi xa từ 8-10 mét, quầng lửa phải đạt tính thẩm mỹ cao, hài hòa với cảnh quan môi trường, tuyệt đối không làm hư hại đến bề mặt và kết cấu các công trình kiến trúc. Ngọn lửa phải phun theo góc nghiêng từ 15-45 độ, hướng lên trên so với phương dọc cầu và không có tàn hoặc dầu rơi xuống. Dầu được đốt cháy hoàn toàn, tạo ra lửa và khói; tiện lợi cho việc vận hành, bảo trì, bảo dưỡng; các thiết bị phải hiện đại, an toàn tuyệt đối và hoạt động được trong các điều kiện thời tiết khác nhau... | ” |

Trên thực tế, trong lần phun thử ngày 6/3/2013, cầu phun được 9 quả cầu lửa với đường kính của từng quả cầu lửa đạt từ 3 tới 4 mét và các quầng lửa đi xa từ 10 tới 15 mét. Qua đo đạc thử nghiệm, cây cầu trong một đêm diễn, tiêu thụ từ 54-81 lít dầu và khoảng 2 kWh điện cho việc phun lửa. Tổng chi phí theo thời giá lúc đó từ 2 đến 2,5 triệu đồng. Trong tương lai, hệ thống thiết bị phun lửa sẽ được cải tiến theo kiểu "Rồng ngậm ngọc"; khi phun lửa, nửa phần phía trước của viên ngọc sẽ mở ra và khi phun xong, viên ngọc sẽ tự động đóng lại.

### Phun nước
Phun nước thì không như phun lửa, chi phí cho một đêm phun nước (3 phút) chỉ tốn khoảng 200 nghìn đến 250 nghìn đồng theo thời giá lúc thử nghiệm. Một lần phun (3 phút) cần 20 m³ nước và 41 kWh điện. Con Rồng không phun dòng nước đặc mà phun nước thành luồng hơi cực mạnh và đẹp, thể hiện khát vọng vươn xa của Đà Nẵng. Để làm điều này, cầu được thiết kế bồn chứa 20 mét khối nước và 325 mét khối khí nén, tạo ra hàng vạn mét khối hơi lẫn nước phun với lưu tốc 1.944 l/s.

## Dự án đường Nguyễn Văn Linh kéo dài
Ngoài việc xây dựng cầu Rồng bắc qua sông Hàn, một dự án khác gồm việc xây một tuyến đường kéo dài thẳng từ Sân bay quốc tế Đà Nẵng đến tuyến đường Sơn Trà - Điện Ngọc. Từ nhiều tháng nay (2013), thành phố đã tích cực thực hiện việc giải tỏa bố trí tái định cư cho gần 1.400 hộ nằm ở vị trí thuộc diện dự án.

## Ảnh

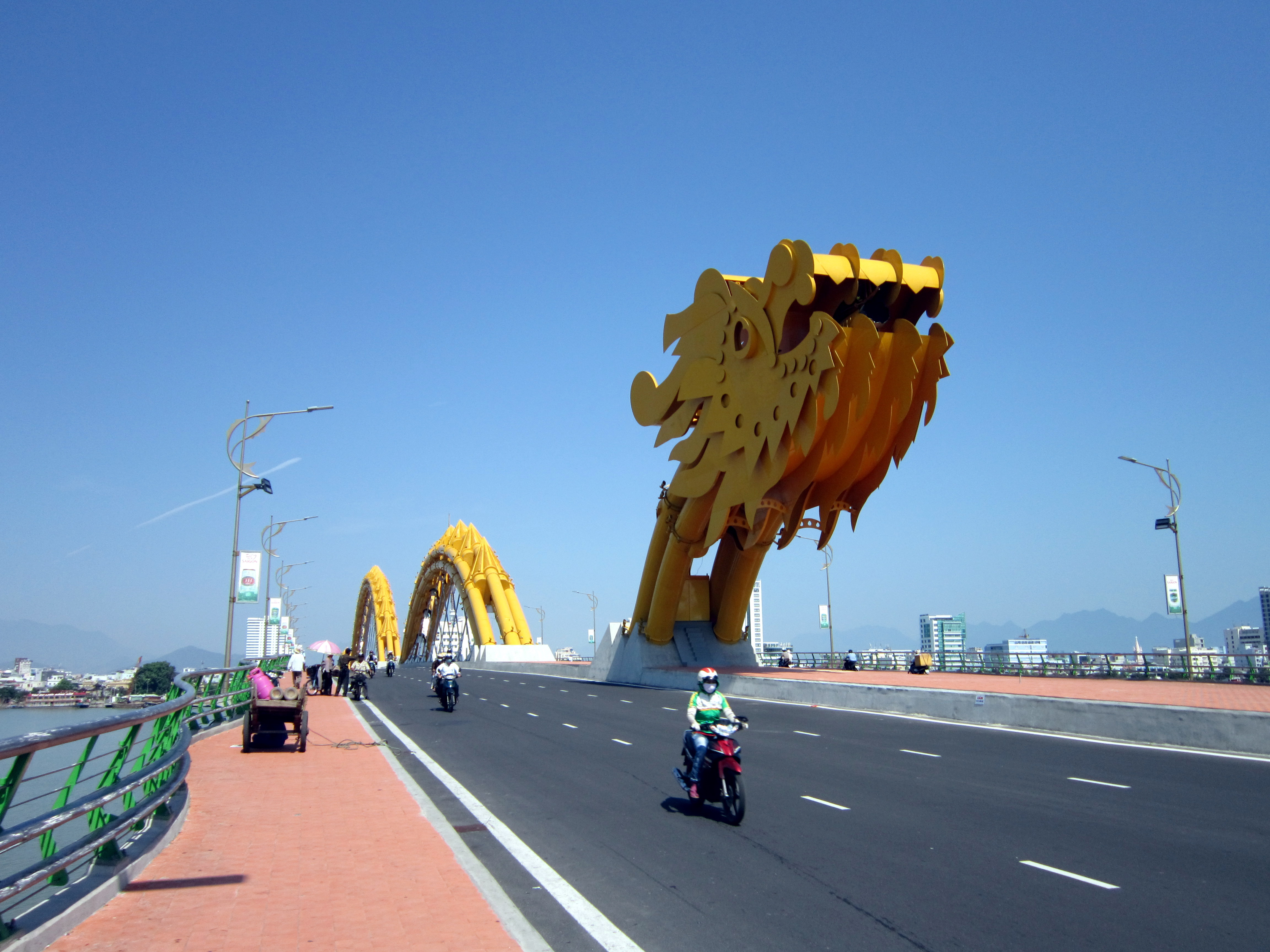
Đầu Rồng.
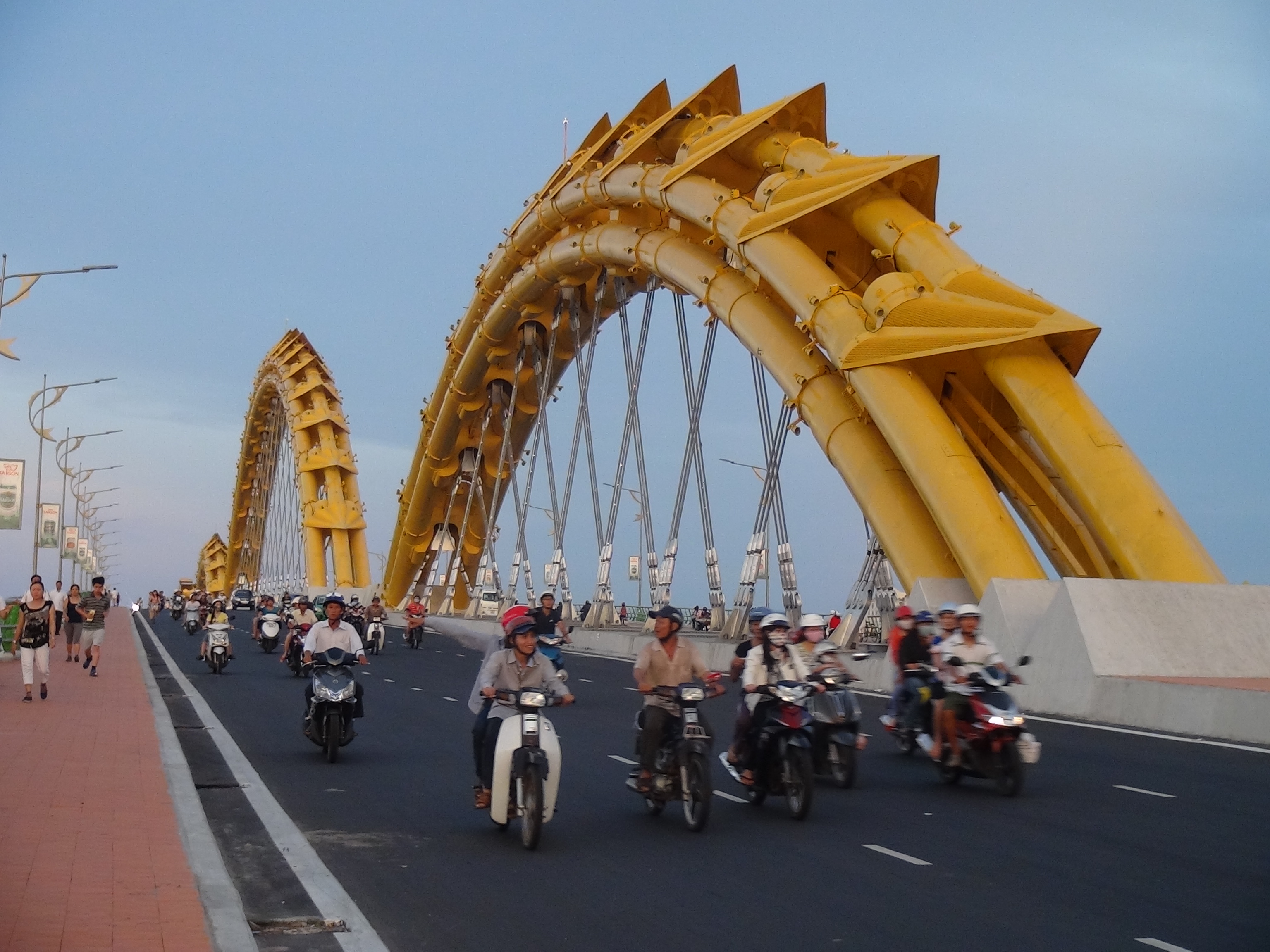
Trên cầu Rồng.
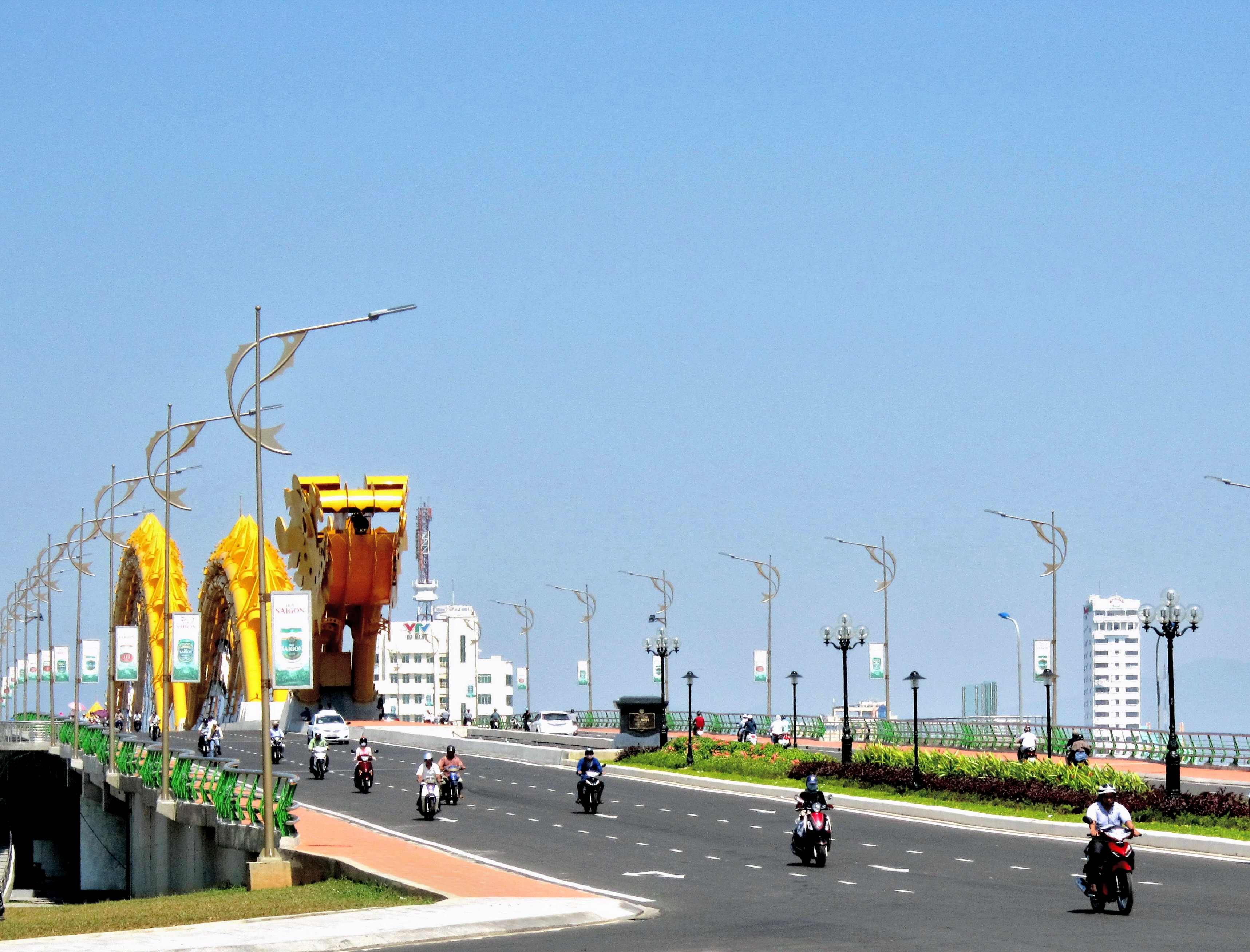
Trên dốc Cầu Rồng.
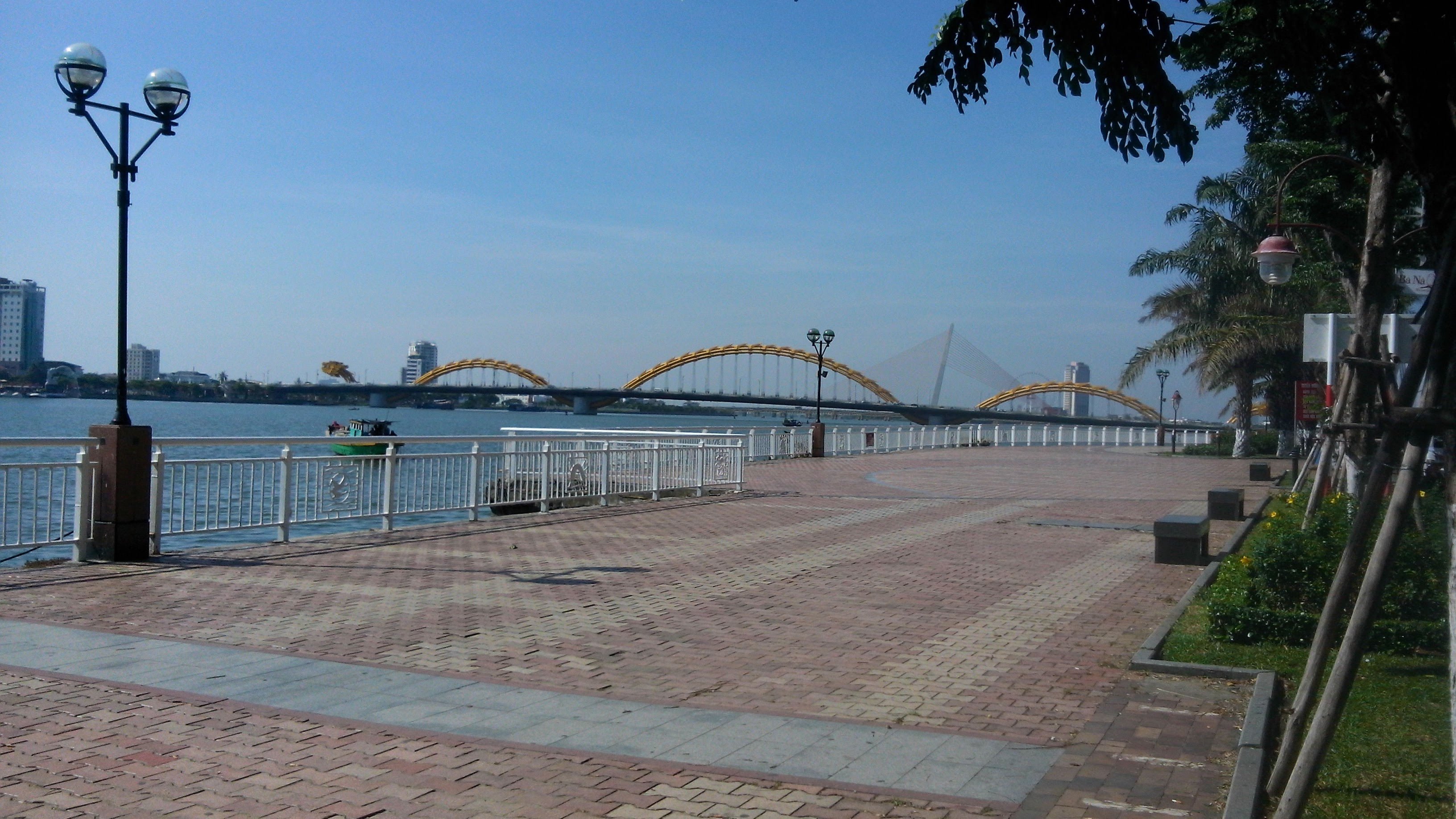
Cầu Rồng nhìn từ xa
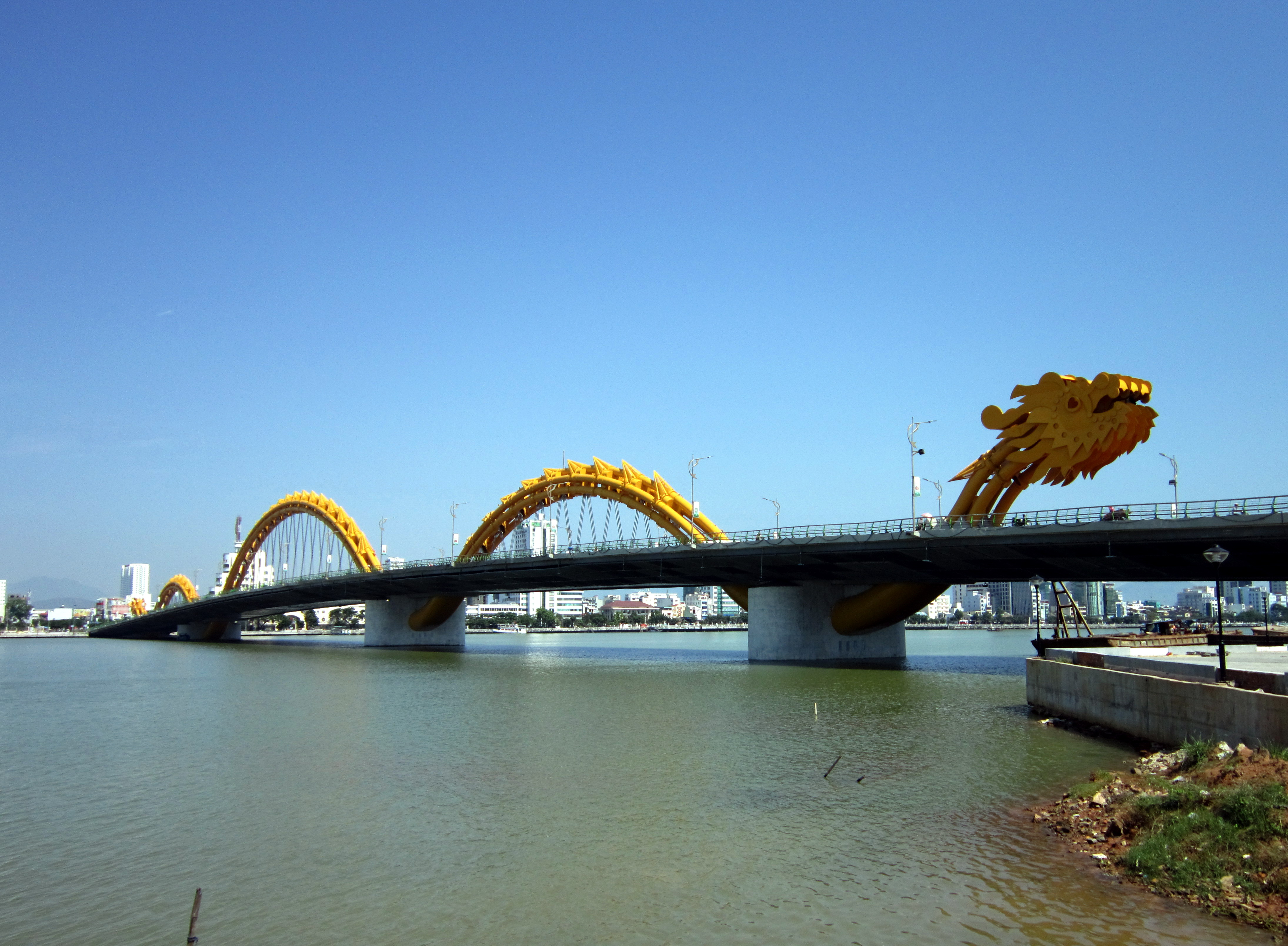